# Танцовщица из Атлантиды
«Танцовщи́ца из Атланти́ды» (англ. The Dancer from Atlantis) — фантастический роман Пола Андерсона, сочетающий черты хронооперы, приключенческого и исторического романа. Впервые опубликован в 1971 году издательством Doubleday.
Основное действие разворачивается около 1400 года до н. э., где в результате неудачного эксперимента людей будущего с машиной времени оказался американец Данкан Рид из 1970 года, новгородский купец Олег Владимирович из XI века, гунн Улдин, живший ещё до Аттилы, и критская жрица Эрисса, которая каким-то образом знает Рида и испытывает к нему глубокие чувства. Благодаря мнемотранслятору путешественников по времени все сумели научиться языку Эриссы, и вскоре были подобраны ахейским кораблём, который доставил их в Афины — окраинное княжество, в котором правит Тесей. Тесей собирается бросить вызов минойским властям на Крите и великой жрице Атлантиды — эта земля, как полагает Рид, соответствует острову Тира. Герои оказываются в сложной петле временны́х парадоксов: Данкан встречает совсем юную Эриссу, а благодаря его попыткам предупредить жриц Атлантиды от извержения вулкана Санторин погибло совсем немного людей. В финале исследователи времени из будущего возвращают троих пришельцев (Улдин погиб в бою) в эпохи, откуда они провалились.
Роман номинировался на «Мифопоэтическую премию» (1973), многократно переиздавался, переведён на ряд европейских языков, включая русский. Критики по-разному оценивали роман, подчёркивая оригинальную трактовку Андерсоном мифа о Тесее и Ариадне, позитивное изображение минойской цивилизации, отождествляемой со страной из мифа про Атлантиду.

## Сюжет
Роман включает двадцать нумерованных глав. Посвящён Лайону и Кэтрин Де Камп.
В далёком будущем с машиной времени происходит несчастье, и возникший хроноворот затянул в себя американского архитектора Данкана Рида, совершавшего с женой круиз по Тихому океану в 1970 году, купца Олега Владимировича из Новгорода 1050 года и гуннского всадника Улдина, жившего семью веками ранее Олега. В этой компании оказывается и жрица средних лет Эрисса — средиземноморская красавица, «которая передвигалась как балерина, как Данилова, Фонтейн, Толчиф, как леопард». Она каким-то образом знает Рида и испытывает к нему глубокие чувства, а также утверждает, что он явился к ней в ответ на мольбу, обращённую богине Бритомартис. Тяжело раненый хрононавт использует мнемотранслятор, посредством которого все научились языкам, хранящимися в памяти Эриссы, ибо все оказались в её времени и эпохе — около 1400 года до нашей эры. Вскоре пришелец из будущего умирает, и лишь успевает поведать Данкану, что грядёт грандиозная природная катастрофа, которая привлечёт внимание исследователей-хрононавтов. Рид убеждает своих невольных товарищей отправиться на север, чтобы в нужное время оказаться поблизости, но он так и не понимает, где они находятся. Родной остров Эриссы называется Кефтиу, она также владеет ахейским языком. Эти знания пригодились, когда пришельцев берёт на борт ахейский корабль, направляющийся в Афины. Капитан Диорей следует из страны Нила, куда был направлен с поручением царевича Тесея. Постепенно Данкан понимает, что Эрисса родом с Крита, а в шестидесяти милях от него расположен священный храмовый остров «Земля Столпа», именуемый её обитателями «Хариа-ти-эйя», иначе Гайа Атлантис — то есть Атлантида. В Афинах четвёрка пришельцев оказывается полезной для царя Эгея и его наследника Тесея, ибо Улвин замечательный знаток лошадей, а Олег способен тренировать воинов и построить невиданно совершенный для этой эпохи боевой корабль. Он также знает, как добывать и обрабатывать железо. Данкан постепенно постигает реалии геополитики бронзового века: на Атлантиде обитает верховная жрица Богини-матери, носящая титул «ариадны» (собственное имя её Лерида). Военный и административный центр минойской державы — Крит, на котором правят цари-миносы. Эрисса сообщает, что до гибели Атлантиды и великого потопа осталось буквально несколько месяцев, ибо она уже пережила катастрофу вместе с Данканом, и родила от него сына Девкалиона.
Эгей направил Данкана в Атлантиду посланцем к Лериде, желая отделить его от остальных пришельцев, а особенно от Эриссы. После прибытия на остров Рид понимает, что ариадна пылает страстью к Тесею и во имя неё готова помочь установить над островами власть ахейцев. Данкан пытается поведать Лериде о катастрофе, а она велит привести к американцу совсем юную Эриссу, храмовую жрицу, исполняющую ритуалы с быками — танцовщицу. Рид, влюблённый в юную Эриссу, остаётся на Земле Столпа в заложниках. Тем временем в Афинах зрелая Эрисса уговаривает Улдина отправиться на Крит. В свою очередь, и Данкан угоняет построенный по его замыслам корабль, ибо моряки не хотят гибели. Они покинули Атлантиду в последний момент, и успели подобрать Улдина с Эриссой из недалёкого будущего. Молодую Эриссу похитил Тесей по наущению ариадны Лериды, и когда её удаётся вызволить (из захваченного греками дворца миноса), ахейский царевич уже обесчестил критянку. В бою смертельно ранен Улдин. В конце концов, копия византийской галеры, выстроенная Олегом, привлекла внимание хрононавтов, изучавших гибель Атлантиды. Друзей Рида с Атлантиды и Крита отправили в горы, стерев им память о самых последних событиях, внушив, что они потерпели кораблекрушение; оба корабля-анахронизма затоплены в результате боя. Тесей вернулся в Афины, бросив в море мнемотранслятор и поменяв свою стратегию, ибо у него отняли Эриссу — деву, которая была в его глазах символом победы Отца-Зевса над Матерью Богов.

Утешьтесь же мыслью о том, что теперь он не только пощадит колонии Крита, но в целом будет неплохим царем, и микенская культура станет достойным порождением минойской и закваской культуры Эллады.
Юную Эриссу поручили купцу Дагону, с которым она долго жила на Родосе в прошлом варианте истории. Трое выживших — Олег, Эрисса и Данкан — возвращаются в свои времена. Эрисса отправляется на дистанцию в четверть века, удостоверившись, что Девкалион — действительно её и Данкана сын, и что люди не являются рабами судьбы. Олег просто рад вернуться к себе, ибо скучал по дому. Рида возвращают на круизный лайнер, где он находился с женой — Памелой, — и он понимает, что «хочет сделать свою женщину счастливой».

## Литературные особенности

### Фантастика и исторический жанр

#### Эгейский мир и Атлантида
Итальяно-британский археолог Николетта Момильяно в монографии о воздействии наследия минойской цивилизации на современную культуру отмечала нестандартный подход Пола Андерсона к изображаемой цивилизации и эпохе. Минойцы предстают в позитивном ключе, их общество не находится на стадии упадка, хотя действие отнесено к последним дням талассократии, погибшей от извержения вулкана Санторин. В основу сюжета Андерсон положил миф о Тесее и Минотавре, который интерпретирует как фольклорное отражение истории падения критской державы от рук завоевателей-ахейцев. Однако писатель отказался от обычной в традиции идеализации предков эллинов и изображает Тесея и его соплеменников в негативном ключе, тогда как картина минойских островов «радужная». Около 1400 года до нашей эры, когда разворачивается действие, обитатели Кефтиу и окрестных островов поклоняются великой богине-матери, верховная жрица которой носит титул «ариадна» (собственное имя её Лерида) и обитает на священном острове Санторине, который иначе величается Атлантидой. Светский владыка-мужчина царствует в Кноссе, и носит титул «минос». Минойские женщины занимают высокое положение в обществе, что резко контрастирует с континентальными княжествами ахейцев, чьи жёны и дочери затворены в женских покоях дома. Данкан Рид даже заявляет, что минойцы пользуются большей индивидуальной свободой, чем американцы 1970 года, и недоумевает, почему успешные торговцы, «хранители закона и мира», остались в последующих веках в образе людоедов из жуткого Лабиринта.
Автор — Пол Андерсон — через восприятие попавшего в прошлое Рида, утверждает, что миф о Лабиринте был сочинён ахейцами (микенцами), которые платят дань более развитым островитянам, завидуют их процветанию и испытывают негодование от женских религиозных культов. Минойцы забирают на воспитание детей ахейской элиты в том возрасте, когда молодые люди наиболее восприимчивы, надеясь, что после возвращения они будут более благосклонны к талассократии и станут смягчать нравы своих соотечественников. При дворах континентальных царей, например, в Афинах, работают писцы-критяне. Рид даже пытается изменить ход истории, отсрочить падение минойской цивилизации, и сообщает ариадне о грядущей природной катастрофе. Впрочем, история идёт своим чередом, а победитель Тесей оказывается не самым скверным правителем; Данкан постепенно готов признать, что ахейцы оказались достойными учениками минойцев. Познание исторической истины для Данкана Рида неотделимо от обладания прекрасной Эриссой, которая научила его истинной мужественности, продемонстрировав истинную женственность. Познав настоящую любовь в прошлом, Рид полон решимости восстановить отношения с женой, которые почти разладились. В этом плане роман «отдаёт дань нарождающемуся феминизму второй волны».
Литературовед А. Е. Нямцу вводил роман П. Андерсона в контекст тех представителей англо-американской фантастики (К. Саймак, У. Нолан, Д. Уиндем, и других), у которых реальность подана с позиции «здесь и сейчас». В «Танцовщице из Атлантиды» повествование ведётся от лица американца XX века, для которого покинутый им мир стал казаться фантастическим, почти нереальным. Параллельно этому легендарная Атлантида предстаёт объективным фактором реального мира. Историзация легендарного материала (с привлечением жанровых маркеров утопии и антиутопии), по мнению А. Нямцу, позволила писателю исследовать вероятностные или гипотетические модели социальной эволюции человечества на разных этапах его развития. Мифологический материал подаётся реалистически, а мифологические коллизии подвергаются современному социально-политическому и прагматическому истолкованию. Герой успевает познакомиться с самыми разными сторонами жизни цивилизации Атлантиды до её гибели, а множественность персонажей позволяет продемонстрировать психологию и систему ценностей самых разных эпох — качественно разных миров. В контексте важно и то, что судьба Атлантиды, «запрограммированная» текстами Платона, предоставляет писателям-фантастам исключительный простор для домысливания почти любых деталей.

#### Древняя Русь в романе «Танцовщица из Атлантиды»
Писатель-фантаст Юрий Никитин в рамках полемики с критиком Всеволодом Ревичем (1989) обращал внимание на глубокую проработку Полом Андерсоном образа древнерусского купца Олега Владимировича, который смог сообщить Данкану свои точные координаты в пространстве и времени: «восточная излучина Днепра, начало 1050 года нашей эры». Олег показан как разносторонняя личность — предприниматель, авантюрист, воин, умелый строитель и инженер. Он лучше соображает, чем Данкан, который поначалу, вопреки реальности, принимает человека в кольчуге за советского гражданина, и пишет на песке буквы «СССР». Киевская Русь из описаний Олега (и в восприятии Данкана) предстаёт как передовая держава, во многом опередившая современную ей Европу:

Киевское государство выгодно отличалось от многих современных ему западноевропейских захолустий. Восемь миллионов человек обитали на территории, превосходившей размерами Соединённые Штаты к востоку от Миссисипи и очень богатой природными ресурсами, которые эксплуатировались умно и расчетливо. Торговля с Византией велась широко и постоянно, причем с товарами оттуда приходило и знакомство с византийским искусством и идеями. Люди, принадлежавшие к высшим русским сословиям, которые состояли более из богатых купцов, чем из военной знати, были грамотными, осведомленными в событиях не только на родине, но и в чужих краях.
Резюмируя андерсоновские пассажи, посвящённые Древней Руси и личности Олега, Ю. Никитин не без иронии отмечал, что если бы роман не был подписан иностранной фамилией и на титульном листе не было бы обозначения «пер. с англ.» (в 1989 году «Танцовщица из Атлантиды» ещё не была переведена), его автора непременно обвиняли бы в идеализации русской старины. Впрочем, в обзоре представлений о русских в зарубежной фантастике критик Глеб Елисеев относил Олега Владимировича к «искусственной» категории «хороших русских». Их типовой облик, скорее, восходил к классической русской литературе — это человек импульсивный, движимый почти неконтролируемыми эмоциями, способный на искренние и славные поступки.

### Восприятие в критике
«Танцовщица из Атлантиды» не была обделена вниманием обозревателей фэндома. Пол Уокер целиком помещал роман в контекст исторического жанра, считая его «ответом» Пола Андерсона на дилогию Мэри Рено «Царь должен умереть». Фамилия Рено дважды упоминается в тексте «Танцовщицы…». В понимании П. Уокера, Андерсон одинаково использует романтический подход как к вопросам исторического прошлого, так и формулируя научно-фантастические допущения. Естественные науки, равно как и историческая наука, — это «изучение возможностей». Поэтому оценка и интерпретация фактов и явлений прошлого настолько же умозрительна, как и высшая математика. Изучение древности — точно такое же мысленное изучение иных миров, как и в фантазиях о будущем. «Танцовщица из Атлантиды» позволила Андерсону соединить любовь ко всевозможной экзотике с аналитическими навыками. Поэтому самым интересным в романе является авторский ответ на вопросы: «кем был Тесей и что такое минотавр?» и «где располагалась Атлантида?» Сам по себе сюжет именуется П. Уокером «стандартным», впрочем, писателю удалось обойтись без штампов и сцен, вызывающих чувство неловкости. Стиль Андерсона лишён поэтичности, но при этом он сохраняет индивидуальность, почти не существующую у большинства плодовитых коммерческих писателей. Самым большим недостатком романа названа невозможность «оживить» персонажей, придав их образам такую же драматичность, как рассматриваемым идеям. Трёхмерности в описании героев достигнуть не удалось, поэтому чтение может показаться утомительным. Впрочем, критик решительно рекомендовал книгу поклонникам Пола Андерсона. В заметке для клубного журнала «Paperback Inferno» Джозеф Николас именовал роман «нудным и очень глупым», рекомендуя обратиться к первоисточнику — книге ирландского антиковеда Джона Люса об Атлантиде, вышедшей в 1969 году.
Деннис Ливингстон в книжном обзоре для футурологического журнала «Futures» поместил роман Пола Андерсона в контекст актуальной фантастической литературы 1970-х годов, характеризуемой смелым комбинированием разных повествовательных стратегий при поддержании высокого литературного уровня. «Танцовщица из Атлантиды» относится к поджанру фантастической робинзонады, и принятая её автором стратегия признана убедительной. Собственно историческую составляющую Д. Ливингстон счёл соединением «известной истории со здравыми предположениями» самого П. Андерсона. Атлантида рассматривается как вполне реальный вулканический остров к северу от Крита, взрыв которого привёл к падению минойской цивилизации. В этих декорациях приходится выживать четырём разным (в том числе разнополым) людям из самых разных исторических эпох: «очень приятно читать историю, в которой герой-мужчина совершает ошибки, а главная героиня — независима, самодостаточна, умна и к тому же сексуальна». Крис Морган в рецензии для журнала Британской ассоциации НФ «Вектор 83» (1977) оценивал качество романа как «близкое к очень хорошему». Несмотря на банальность сюжетной завязки, она вполне обоснована: пришелец из далёкого будущего гибнет сразу же, как только передаёт героям ментальное устройство для мгновенного изучения языка и снабжает их (и читателя) необходимым минимумом сведений для понимания контекста. Проработка персонажей тщательна, а их предыстория и психологический профиль убедительны, хотя степень детализации образов Эриссы и Данкана выше, чем у остальных. К. Морган счёл, что собственная интерпретация Андерсоном мифа о Тесее и Ариадне, помещённая в декорации санторинской гипотезы локализации Атлантиды, имеет право на существование, а её оригинальность (то есть отказ следовать версии М. Рено) «делает автору честь». Действие развивается быстро, хотя в середине романа имеется «просадка» примерно в сорок страниц, впрочем, далее темп повествования постоянно уплотняется, приведя к парадоксу времени и захватывающей кульминации.
Жан-Пьер Андревон в рецензии на французский перевод Максима Барьера (1976) именовал завязку сюжета «архетипической». В переводе роман именовался «Фатум» и в издательской аннотации утверждалось, что Пол Андерсон использовал трагическую тему неумолимой судьбы, с которой не желают мириться его герои, в отчаянной попытке переломить неодолимые обстоятельства. Роман касается генеральной темы всего творчества П. Андерсона: житель современного мира во многих отношениях уступает аборигенам прошлых эпох, а мир стоит того, чтобы начать за него борьбу. В литературном мире романа оригинально подводится историческая база под эллинскую мифологию, и в результате Атлантида оказывается только частью минойской талассократии, минос и ариадна — царским и жреческим титулами, а герой Тесей — молодым хищником, желающим возглавить эгейскую империю. Ж.-П. Андревон счёл, что история «рассказана с большим вкусом», а используемые исторические и этнографические подробности хорошо интегрированы в текст. Понравился рецензенту сюжетный ход, в соответствии с которым американец Данкан Рид почти в одно и то же время любит 17-летнюю Эриссу, и её же, перенесённую из ближайшего для неё будущего уже сорокалетней (явно отдавая предпочтение «более молодой версии»). В итоге роман признан «превосходным», несмотря на чрезмерную ретроспективность и невеликий объём.
Книжные обозреватели XXI века по-разному оценивали роман. Томас Вагнер подчёркивал высокий уровень литературного мастерства Андерсона, благодаря чему для читателя с воображением «почти любая сцена романа предстаёт… столь же зрелищной, как фильм со стомиллионным бюджетом». Хотя древность, описанная П. Андерсоном, никогда не существовала, автор романа «вероятно, был единственным квалифицированным писателем фэнтези и фантастики», способным перенести читателя в этот литературный мир. Неподписавшийся критик ресурса Space Ramblings, напротив, считал роман неудачным и заслуженно позабытым. Сюжетной основой служит неоригинальный парадокс: «Люди возвращаются в прошлое, желая изменить историю, предотвратив трагедию, но обнаруживают, что их попытки изменить историю привели именно к её привычному течению». Неудовольствие критика вызвало «растворение» фантастики в историческом романе, причём от фантастики остался только мотив с машиной времени как обоснование появления в глубокой древности четырёх совершенно разных людей (Николетта Момильяно сравнивала похождения четвёрки — Данкана, Эриссы, Олега и Улдина — с приключениями мушкетёров). Главный герой — Рид — вопиюще пассивен (и обрёк юную Эриссу на поругание Тесеем), а финал романа — в котором все отправились восвояси, «став немного лучше», признан слишком неубедительным для «столь творческой ревизии греческой мифологии».

## Издания
По данным Internet Speculative Fiction Database, роман выдержал в Великобритании и США не менее шестнадцати изданий. Переводился на португальский (1972), нидерландский (1973), немецкий (1974), французский (1976), русский (1991), венгерский (1993) и румынский языки (1996).
- The Dancer from Atlantis / by Poul Anderson; illustration by Frank Frazetta. — Garden City, N. Y. : Nelson Doubleday, Inc., 1971. — 183 p.
- Танцовщица из Атлантиды // Миры Пола Андерсона / Пер. И. Гуровой. — Рига : Полярис, 1996. — Т. 8. — С. 219—382. — 383 с. — ISBN 5-88132-161-8.

### Статьи и монографии
- Cărăşel Aurel. ANDERSON, Poul William (1926—2001) (рум.). Dictionar SF (9 ноября 2009). Дата обращения: 5 декабря 2024. Архивировано 3 мая 2016 года.
- Livingstone D. Science Fiction Survey :  [англ.] // Futures : The journal of forecasting and planning. — 1973. — Vol. 5, no. 3 (June). — P. 334—335.
- Momigliano N. In Search of the Labyrinth. The Cultural Legacy of Minoan Crete. — London ; New York : Bloomsbury Academic, 2020. — xvi, 362 p. — (New Directions in Classics). — ISBN 978-1-7845-3854-5.
- Елисеев Г. «Эти странные московиты…» // Если. — 2004. — № 2 (132). — С. 62—68. — 14 500 экз. — ISSN 0136-0140.
- Никитин Ю. Знаем ли мы американскую фантастику? // В мире фантастики : Сб. статей и очерков о фантастике / Сост. А. Кузнецов. — М. : Мол. гвардия, 1989. — С. 112—129. — 238 [2] с. : ил. — 100 000 экз. — ISBN 5-235-00722-0.
- Нямцу А. Е. Поэтика современной фантастики. Часть I. — Черновцы : Рута, 2002. — 240 с. — ISBN 966-568-552-X.

### Рецензии
- Andrevon J.-P. Fatum par Poul Anderson. Titre original : The Dancer from Atlantis, 1971 (фр.). Fiction 278 (1 марта 1977). Дата обращения: 7 декабря 2024.
- The Dancer from Atlantis by Poul Anderson : Reviewed by Chris Morgan :  [англ.] // Vector 83 : The critical journal of the British SF Association. — 1977. — Vol. 5, no. 3 (October). — P. 14—15. — ISSN 0505-0448.
- Nicholas Joseph. Poul Anderson — The Dancer from Atlantis: [Review] :  [англ.] // Paperback Inferno. — 1984. — Vol. 7, no. 6, № 48 (July). — P. 15. — ISSN 0260-0595.
- Poul Anderson, The Dancer from Atlantis, book review (англ.). Space Ramblings (9 августа 2009). Дата обращения: 5 декабря 2024. Архивировано 27 апреля 2015 года.
- Wagner, Thomas M. Poul Anderson. The Dancer from Atlantis (англ.). SF Reviews (2000). Дата обращения: 5 декабря 2024. Архивировано 6 августа 2014 года.
- Walker P. Reviews: The Dancer from Atlantis by Poul Anderson :  [англ.] // Luna Monthly. — 1972. — № 43 (December). — P. 28.